# Teatro Pradera
El teatro Pradera fue un edificio teatral de Valladolid, en la comunidad autónoma de Castilla y León, España. Construido en la plaza de Zorrilla junto a la entrada del Campo Grande en la zona de la calle de la Acera de Recoletos, fue derribado en 1968.

## Historia

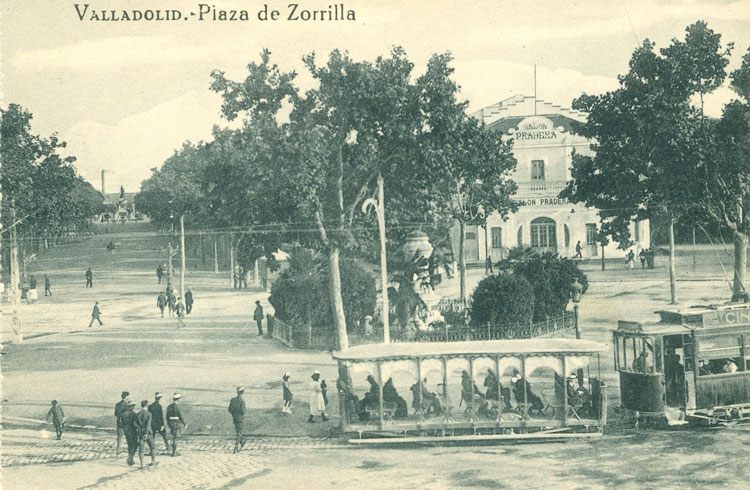
Postal de principios del de la Plaza Zorrilla con el Teatro Pradera.

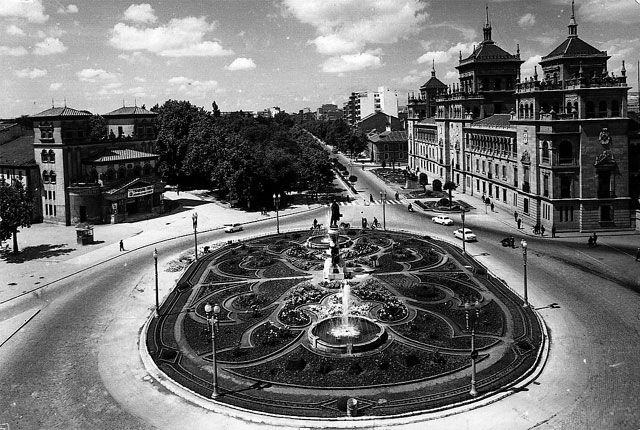
Imagen del año 1963 de la Plaza Zorrilla con el Teatro Pradera.

Inicialmente fue un barracón de madera utilizado como sala de cine y administrado por la familia Pradera. En  este lugar, conocido en ese entonces como "La Barraca", se realizaron las primeras proyecciones cinematográficas de Valladolid. Esta sala de cine inicio sus proyecciones el 15 de septiembre de 1904. Ya en 1909 la familia Pradera solicitó al ayuntamiento el terreno en donde estaba construida la casucha con la idea de construir un edificio más apropiado que pudiera servir tanto de sala de cine como para espectáculos musicales. El ayuntamiento aprobó el proyecto y se construyó el teatro que pasó a ser propiedad de la municipalidad pero arrendado a la familia Pradera. La primera presentación, en el nuevo edificio, fue una presentación de la bailarina Carmelia Ferrer el 16 de septiembre de 1910.
En junio de 1920 el teatro Pradera se incendió, cosa normal para la época ya que los teatros estaban construidos en madera, y fue reconstruido y reinaugurado tan solo unos meses después,  el 15 de agosto de 1920. En 1930 la actualización del sistema de cine trajo el sonido a las películas y, desde esa fecha la programación del Teatro comenzó a ser más variada al incluir obras de teatro, zarzuelas y revistas musicales, además de la proyección de películas.
Cerró sus puertas el 24 de septiembre de 1967 con la presentación de la comedia Metidos en harina, una producción de la compañía de Zorí, Santos y Codeso. 
El teatro Pradera fue demolido en 1968.